# Arnošt Lustig
Arnošt Lustig (ur. 21 grudnia 1926 w Pradze, zm. 26 lutego 2011 tamże) – czeski pisarz i publicysta pochodzenia żydowskiego.

## Życiorys
Pochodził z rodziny drobnego kupca. Szkołę podstawową ukończył w rodzinnym mieście, tu też zaczął naukę w gimnazjum, z którego jednak wyrzucono go w 1941 roku z powodu żydowskiego pochodzenia. Uczył się zawodu krawca. W listopadzie 1942 wywieziono go do obozu przejściowego w Terezínie; więziony był później w obozie Auschwitz-Birkenau i w Buchenwaldzie. W kwietniu 1945 uciekł z transportu śmierci. Do końca wojny ukrywał się w Pradze. Od roku 1946 studiował dziennikarstwo w Wyższej Szkole Nauk Społecznych i Politycznych (Vysoká škola politických a sociálních věd). W 1948 był w Izraelu sprawozdawcą dzienników „Lidové noviny” i „Zemědělské noviny” podczas pierwszej wojny arabsko-izraelskiej. Potem pracował jako redaktor w Radiu Czechosłowackim, w tygodniku „Mladý svět” i jako scenarzysta filmowy. Po inwazji wojsk Układu Warszawskiego na Czechosłowację w sierpniu 1968 zmuszony był opuścić rodzinny kraj. Najpierw wyjechał do Jugosławii, gdzie pracował w wytwórni filmowej w Zagrzebiu jako scenarzysta, później mieszkał w Izraelu (1968–1969), w końcu w 1970 osiadł w USA, gdzie wykładał na wyższych uczelniach, m.in. od roku 1973 na Washington American University. W 1995 został redaktorem naczelnym czeskiej wersji pisma „Playboy”.
W 2000 został odznaczony Medalem Za Zasługi I stopnia.

## Dzieło

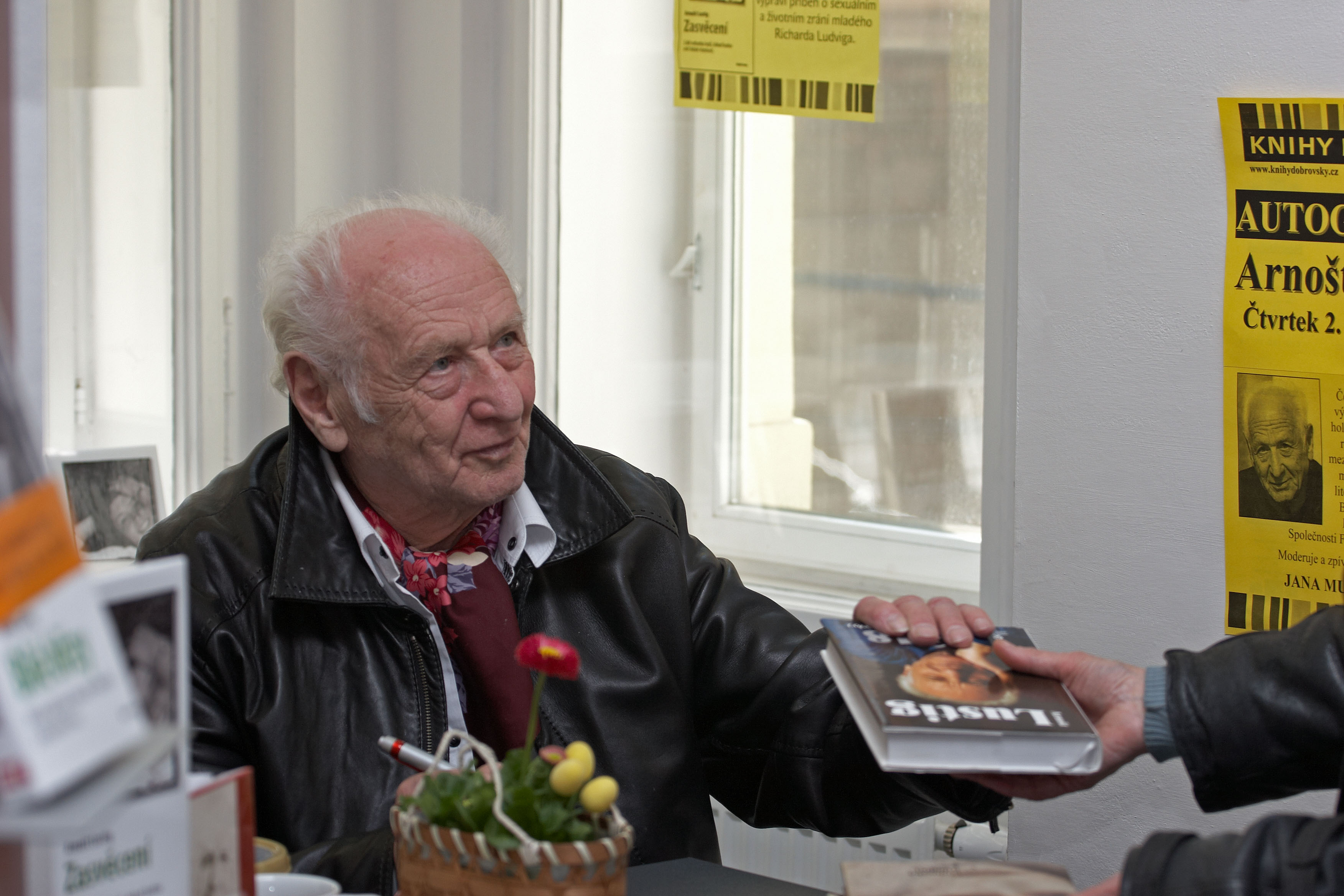
Arnošt Lustig w 2009 roku

Niemal całą twórczość poświęcił tematyce Holokaustu.

## Wybrane utwory
- Noc a naděje, 1957 (wybrane opowiadania z tego tomu w wyd. pol. Czarny lew. Przekł. z czes. i wybór Cecylia Dmochowska. Warszawa: SW „Iskry”, 1959)
- Démanty noci, 1958 (wybrane opowiadania z tego tomu w wyd. pol.: zob. wyżej).
- Ulice ztracených bratří, 1959 (wyd. pol.: Ulica zaginionych braci. Przekł. Cecylia Dmochowska. Warszawa: SWH „Książka i Wiedza”, 1963)
- Můj známý Vili Feld, 1961 (mikropowieść)
- První stanice štěstí, 1961 (opowiadania)
- Dita Saxová, 1962 (powieść)
- Nikoho neponížíš, 1963 (wyd. pol.: Nie będzie poniżonych. Przekł. z czes. Zdzisław Hierowski. Warszawa: Wyd. MON, 1965)
- Modlitba pro Kateřinu Horovitzovou, 1964 (wyd. pol.: Modlitwa za Katarzynę Horowitz. [W:] W cieniu zagłady: Trzy czeskie dramaty. Przekł. z czes. i oprac. Agata Firlej. Poznań: Wyd. UAM, 2016)
- Propast, 1966 (powieść)
- Hořká vůně mandlí, 1968 (opowiadania)
- Miláček, 1969 (powieść)
- Nemilovaná: Z deníku sedmnáctileté Perly Sch., 1978 (wyd. pol.: Niekochana: Z dziennika siedemnastoletniej Perły Sch. Przekł. z czes. Jan Stachowski. Kraków: Wyd. Lit., 2004)
- Colette: Dívka z Antverp, 1992 (powieść)
- Tanga: Dívka z Hamburku, 1992 (powieść)
- Oheň na vodě, 1998 (opowiadania)
- Krásné zelené oči, 2000 (wyd. pol.: Piękne zielone oczy. Przekł. z czes. Jan Stachowski. Wołowiec: Wyd. „Czarne”, 2020)

## Adaptacje
Wiele utworów Lustiga doczekało się adaptacji filmowych i telewizyjnych, najwybitniejszą z nich są Diamenty nocy (1964, Démanty noci) w reżyserii Jana Němca, który wcześniej nakręcił według opowiadania pisarza krótkometrażowy film Dla chleba (1960, Sousto). Ponadto na podstawie prozy Lustiga powstał Transport z raju (1963, reż, Zbyněk Brynych), Modlitwa za Kateřinę Horovitzovą (1965, reż. Antonín Moskalyk), Dita Saxova (1967, reż. Antonín Moskalyk, z Krystyną Mikołajewską w roli tytułowej) i Colette (2013, reż. Milan Cieslar).

## Nagrody i wyróżnienia
- 2008: Nagroda Franza Kafki[1]
- 2009: Nominacja do Man Booker International Prize

## Recepcja polska
- Czarny lew, przeł. Cecylia Dmochowska, Warszawa 1959 (opowiadania z dwu pierwszych tomów nowelistycznych pisarza)
- Ulica zaginionych braci, przeł. Cecylia Dmochowska, Warszawa 1963 (tom opowiadań)
- Nie będzie poniżonych, przeł. Zdzisław Hierowski, Warszawa 1965 (tom opowiadań)
- Niekochana. Z dziennika siedemnastoletniej Perły Sch., przeł. Jan Stachowski, Kraków 2004 (powieść)
- Modlitwa za Katarzynę Horowitz, przeł. Agata Firlej, Kraków 2024 (minipowieść)

## Literatura
- Aleš Haman, [hasło] Lustig, Arnošt, w: Slovník českých spisovatelů od roku 1945, red. Pavel Janoušek, t. 1, Praha 1995
- Aleš Haman, Arnošt Lustig, Praha 1995
- Josef Škvorecký, [posłowie do:] A. Lustig, Indecent Dreams, Evanston 1988
- Zofia Tarajło-Lipowska, Historia literatury czeskiej, Wrocław 2010. s. 341–342
- Leszek Engelking, Perła nocy. „Nowe Książki” 2005, nr 5